# Rán

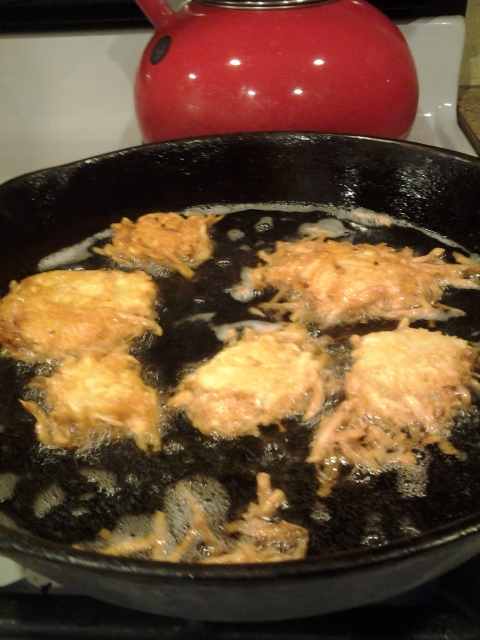
Nồi thức ăn đang rán

Rán/chiên là quá trình nấu thức ăn trong dầu hoặc chất béo khác. Có thể rán/chiên một số lượng lớn thức ăn, bao gồm khoai tây lát mỏng, bánh mì, trứng và các món làm từ trứng, chẳng hạn như ốp lết hoặc ốp la.

## Lịch sử

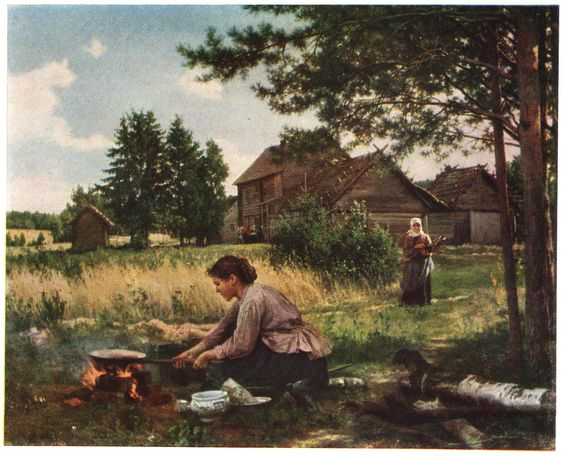
Tranh của họa sĩ Nga A. I. Morozov vẽ cảnh rán thức ăn ngoài trời

Rán thức ăn được cho là đã xuất hiện trong ẩm thực của Ai Cập cổ đại tại Cổ Vương quốc Ai Cập, khoảng 2500 TCN.

## Chi tiết

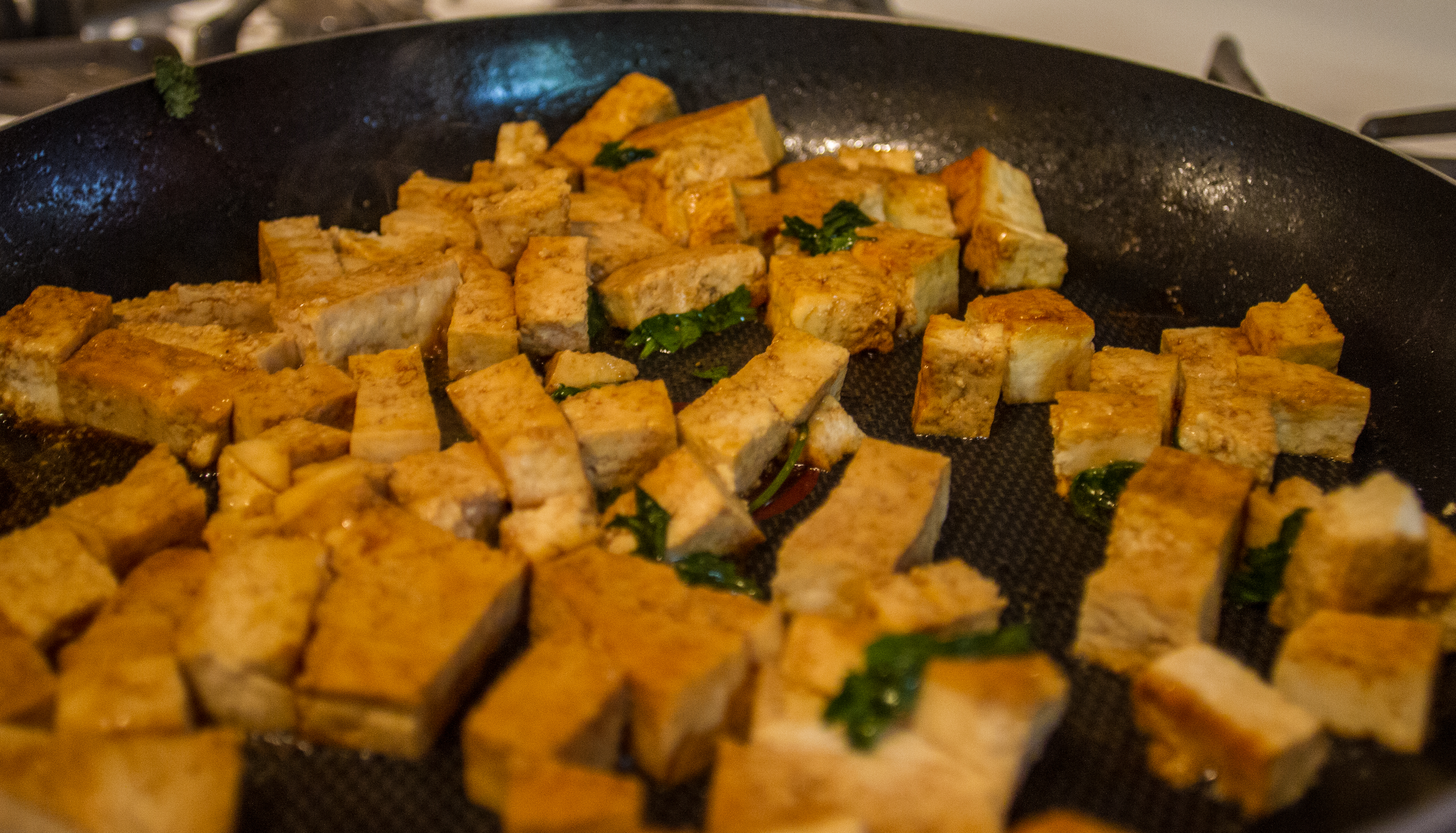
Rán/chiên đậu phụ

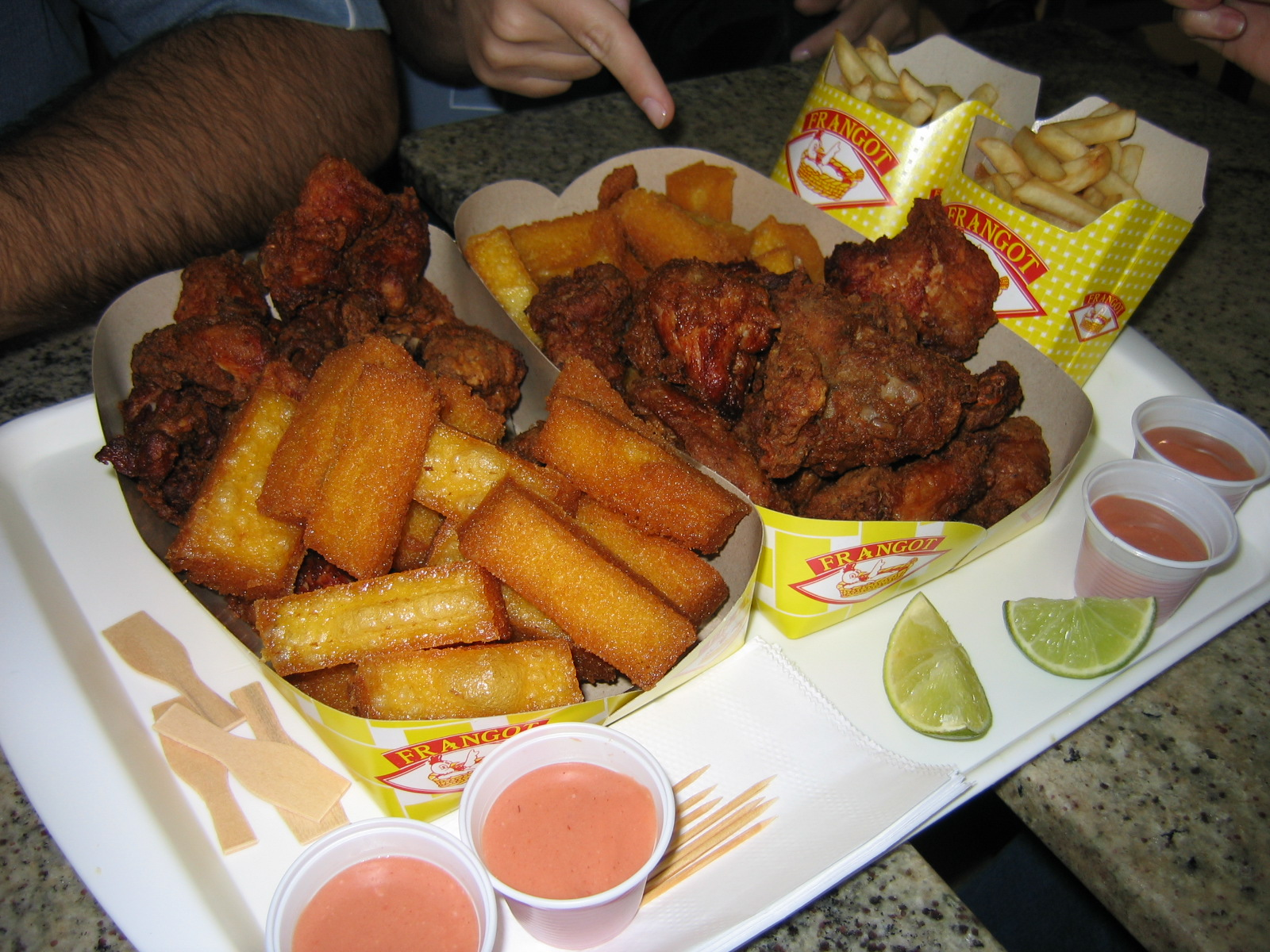
Polenta chiên, khoai tây chiên, và gà rán tại một quán ăn Brazil

Chất béo có thể đạt đến nhiệt độ cao hơn nước rất nhiều trong điều kiện áp suất khí quyển. Thông qua rán/chiên, đầu bếp có thể làm khô thực phẩm hoặc thậm chí làm carbon hóa bề mặt thực phẩm và caramel hóa đường. Thức ăn được chế biến nhanh hơn và có đặc tính và kết cấu đặc trưng. Tùy thuộc vào thực phẩm, chất béo sẽ xâm nhập vào với các mức độ khác nhau, tạo ra sự phong phú, độ trơn, hương vị, cũng như tăng thêm lượng calo.
Các kỹ thuật rán/chiên khác nhau về lượng chất béo được yêu cầu, thời gian nấu, yêu cầu loại nồi nấu, và kỹ thuật xử lý thức ăn. Áp chảo, xào, chiên dùng chảo, chiên cạn, và chiên ngập dầu đều là các kỹ thuật rán/chiên cơ bản.
Chiên trên chảo, áp chảo và xào bao gồm việc nấu các món ăn trong một lớp mỡ mỏng trên một bề mặt nóng, chẳng hạn như chảo, lò. Chiên rán liên quan đến việc chiên nhanh ở nhiệt độ rất cao, yêu cầu thức ăn phải được khuấy liên tục để tránh dính vào bề mặt nấu và không bị đốt cháy.
Chiên nông là một kiểu chiên dùng chảo chỉ sử dụng đủ chất béo để ngâm khoảng một phần ba đến một nửa mỗi miếng thức ăn; chất béo được sử dụng trong kỹ thuật này thường chỉ được sử dụng một lần. Mặt khác, chiên ngập dầu là kỹ thuật hoàn toàn đun sôi thức ăn trong dầu nóng, dầu thường được đổ lên trên thức ăn và sử dụng nhiều lần trước khi được bỏ đi. Chiên ngập dầu thường là một quá trình liên quan nhiều hơn, và có thể cần dầu chuyên dụng để có kết quả tối ưu.
Chiên rán sâu (ngập dầu) bây giờ là cơ sở của một ngành công nghiệp rất lớn và mở rộng trên toàn thế giới. Các sản phẩm rán/chiên có sức hút đối với người tiêu dùng ở mọi lứa tuổi và ở hầu hết các nền văn hoá, quá trình này nhanh chóng và dễ dàng được sản xuất hàng loạt. Trong quá trình này thức ăn trở nên vô trùng và khô, với thời hạn sử dụng tương đối dài. Các sản phẩm cuối cùng có thể được đóng gói một cách dễ dàng để lưu trữ và phân phối. Ví dụ bao gồm khoai tây lát mỏng, khoai tây chiên, quả kiên, doughnut, mì ăn liền, v.v...